# Hermenegildo Galeana
Hermenegildo Galeana de Vargas (Técpan de Galeana, Guerrero, 13 de abril de 1762-Coyuca de Benítez, Guerrero, 27 de junio  de 1814) fue un insurgente y militar mexicano. Participó en la lucha por la independencia de México con varios integrantes de su familia. Pertenecía a una familia de hacendados criollos.

## Primeros años
Galeana tan solo recibió la instrucción primaria y vivía en una hacienda, propiedad de su familia, a donde llegaron las noticias de la primera conspiración en contra del gobierno virreinal, encabezada por José María Izazaga, originario de la hacienda del Rosario (actualmente en el municipio de Coahuayutla del Estado de Guerrero), ocurrida en Valladolid (hoy Morelia) en 1809. Aunque dicha conspiración fue descubierta, el ambiente de descontento era palpable entre las familias criollas que continuamente sufrían discriminación por parte de los españoles peninsulares.

## Independencia de México
La familia Galeana no permanecía ajena a estos sentimientos y al enterarse del inicio de la insurrección que dirigían Miguel Hidalgo e Ignacio Allende en el Bajío, y de la extensión de la misma en el sur por el cura José María Morelos, decidieron unirse a la causa de inmediato. La ocasión se presentó cuando su hacienda quedó dentro de la ruta que estaba siguiendo el ejército de Morelos que venía costeando por el océano Pacífico con destino al puerto de Acapulco. Se le unió Hermenegildo Galeana con sus sobrinos Antonio y Pablo Galeana de los Ríos, además de Ignacio Ayala, poniendo también a las órdenes de Morelos el cañón "El Niño", primera pieza de artillería del Ejército del Sur el 7 de noviembre de 1810.

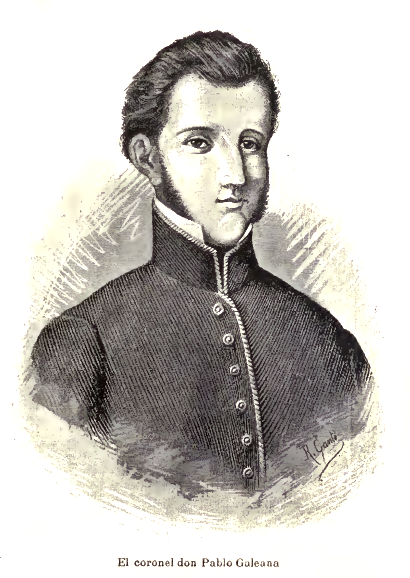
Pablo Galeana, su sobrino.

No fue sino hasta enero de 1811 cuando Hermenegildo Galeana puso a disposición del ejército insurgente sus servicios. Demostró sus dotes de líder cuando en el sitio de la Sabana, los defensores insurgentes abandonaron sus puestos al ver que el oficial realista Nicolás de Cosío iba a atacarlos.  Hermenegildo tomó el mando y obtuvo una completa victoria. Ante esta demostración de valor y sus dotes de liderazgo, Morelos personalmente lo nombró su lugarteniente y lo comisionó para que avanzara hacia el puerto. En la hacienda de Chichihualco se enteró de que una familia criolla, propietaria de esas tierras, simpatizaba con la causa insurgente, al extremo de haberse tenido que esconder de las autoridades realistas para evitar que los obligaran a cooperar. Esta familia era la de don Leonardo Bravo, sus cuatro hermanos y su hijo Nicolás Bravo. Por consiguiente, Galeana los invitó a que se unieran al ejército de Morelos y éstos aceptaron en mayo de 1811.

### Organización
Establecieron su cuartel en Chilapa y el ejército se dividió en tres, uno dirigido por Miguel Bravo que debía irse hacia el sur, el segundo dirigido por Galeana que debía atacar Taxco y el tercero, guiado por Morelos, avanzaría hacia el norte y atacaría Puebla. Tras varios enfrentamientos con los realistas, el ejército de Galeana logró entrar tanto a Cuautla como a Taxco a finales de noviembre.
Simultáneamente los insurgentes del centro del país, dirigidos por Ignacio López Rayón se trasladaron de Saltillo hasta Zitácuaro en donde se estableció el primer órgano de gobierno independiente: la Suprema Junta Nacional. Sus cinco miembros, tres titulares y dos suplentes iniciaron la labor de hallar un sistema de gobierno idóneo que no dependiera del virrey de la Nueva España pero que reconociera al rey Fernando VII como legítimo soberano. Los insurgentes del sur no dudaron en reconocer la autoridad de la Suprema Junta y recibieron a su representante en Taxco, con el cual tuvieron ciertas fricciones. 
Conjuntamente con Nicolás Bravo, Hermenegildo Galeana marchó para obtener el control de Tenancingo, cosa que consiguieron y después avanzaron hasta Cuautla. Ahí ya se hallaba el grupo de Morelos y al saber que estaba por caerles las fuerzas de Félix María Calleja, se atrincheraron con el fin de evitar el ser vencidos. Calleja sitió Cuautla por 72 días sin conseguir romper el cerco, pues no fue sino hasta el 2 de mayo de 1812 cuando los insurgentes pudieron salir secretamente, sorprendiendo a los realistas y causándoles innumerables bajas.
Los insurgentes salieron de Cuautla y se desperdigaron. Galeana se dirigió hacia Chilapa y ahí se enteró de que el insurgente Valerio Trujano se hallaba sitiado en Huajuapan, por 90 días, por las tropas realistas. Los tres líderes insurgentes Morelos, Bravo y Galeana acudieron en su auxilio, y pudieron vencer a los militares realistas obteniendo un botín jugoso de cañones, rifles y municiones.
El siguiente destino fue Puebla, por lo que hubo que ganar Tehuacán. En esa ciudad Morelos le hizo un reconocimiento a Galeana al nombrarlo mariscal. Sin embargo tenía un impedimento para seguir sus instrucciones, no sabía leer ni escribir. Por ello Morelos designó a un joven clérigo de Izúcar, Mariano Matamoros para que fuera su mano derecha. Galeana se convirtió entonces en la mano izquierda de Morelos, sin embargo cabe aclarar, que don Hermenegildo Galeana, siempre fue para los españoles, el segundo de José María Morelos.
Trujano, que había sido enviado de avanzada hacia Puebla fue sorprendido por las fuerzas de Saturnino Samaniego en el campo del rancho de la Virgen María. Al enterarse Galeana salió con su tropa en su auxilio y aunque consiguió hacer huir a los realistas, no pudo evitar que Trujano muriera durante la batalla. Llevó su cuerpo de regreso a Tehuacán en donde Morelos ordenó que lo sepultaran con honores.

### Oaxaca y Acapulco
Galeana participó en la toma de Oaxaca, la cual se efectuó el 25 de noviembre de 1812. Esta victoria significó mucho para la causa insurgente pues para dar un escarmiento se mandó fusilar a todos los defensores realistas. El siguiente destino fue el puerto de Acapulco. Desde finales de 1810 el cura Hidalgo le había ordenado a Morelos que lo tomara para la causa insurgente. Los Galeana fueron designados para obtener la isla de La Roqueta y el fuerte de San Diego. Juan José Galeana obtuvo la playa de Pie de la Cuesta, Pablo y Hermenegildo atacaron por mar la goleta Guadalupe que venía llegando de Guayaquil y al fin el 20 de agosto de 1813 se rindió el fuerte.

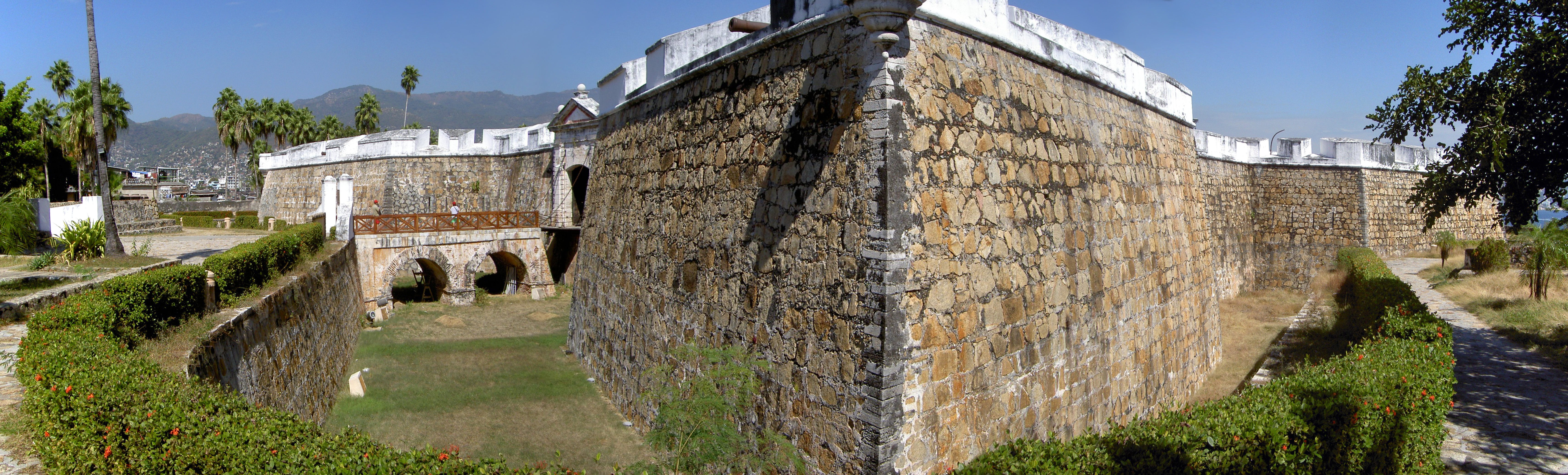
Panorama exterior del Fuerte de San Diego.

### Valladolid y Puruarán
En noviembre, Galeana recibió la orden de alcanzar al grueso del ejército que iba hacia Valladolid a la que llegaron el 22 de diciembre. El ejército procedió a tomar la ciudad, pero en la Garita del Zapote, aparecieron los ejércitos realistas de Ciriaco del Llano y de Agustín de Iturbide que, aunque eran menos numerosos, estaban mejor capacitados, por lo que impusieron una victoria con facilidad. Los ejércitos de Bravo y Galeana tuvieron que retirarse en desorden y huir hasta Puruarán. Hasta allá los persiguieron los realistas, alcanzándolos el 5 de enero de 1814. Además de derrotarlos de nuevo, capturaron a Matamoros cuando este trataba de cruzar un riachuelo y tras de conducirlo a Pátzcuaro, fue ejecutado un mes más tarde. Morelos se enfureció tanto que mandó a pasar por cuchillo a 200 soldados realistas presos.
Ante tantas derrotas el Congreso destituyó a Morelos. Hermenegildo Galeana regresó a Técpan tras decidir abandonar la causa insurgente y permanecer oculto. Morelos fue a buscarlo para reconciliarse con él.

## Muerte
Galeana permaneció en la zona de Tecpan e inició recorridos para intentar conservar las zonas aledañas. Sin embargo en Coyuca lo sorprendió la tropa realista del teniente coronel Fernández de Avilés, donde fue muerto por el soldado Joaquín León; su cabeza fue cortada y puesta como trofeo en Coyuca el 27 de junio de 1814.